# Bahnstrecke Pont-de-Braye–Blois
| Bahnhof Blois, 2007 |                      |                                                               |                                                               |
| Streckennummer (SNCF): | 559 000              |                                                               |                                                               |
| Kursbuchstrecke: | 65, 66               |                                                               |                                                               |
| Streckenlänge: | 67,2 km              |                                                               |                                                               |
| Spurweite: | 1435 mm (Normalspur) |                                                               |                                                               |
| Maximale Neigung: | 10 ‰                 |                                                               |                                                               |
| |                      |                                                               |                                                               |
| \| \| \| Bahnstrecke Chartres–Bordeaux von Bordeaux \| \| \| \| 192,4 0,0 \| Pont-de-Braye \| 63 m \| \| \| \| Bahnstrecke Chartres–Bordeaux nach Chartres \| \| \| \| 0,5 \| Braye (2×) \| Braye (2×) \| \| \| ≈0,6 \| Département Sarthe / Loir-et-Cher \| Département Sarthe / Loir-et-Cher \| \| \| 0,8 \| Bréon \| Bréon \| \| \| 2,4 \| Sougé-sur-Braye \| 62 m \| \| \| ≈8,0 \| D 917 (ehem. N 817) \| D 917 (ehem. N 817) \| \| \| 8,2 \| Trôo \| 66 m \| \| \| ≈12,8 \| Bahnstrecke Sargé-sur-Braye–Vouvray von Sargé-sur-Braye \| Bahnstrecke Sargé-sur-Braye–Vouvray von Sargé-sur-Braye \| \| \| 13,8 \| Montoire-sur-le-Loir \| 70 m \| \| \| ≈14,2 \| D 917 (ehem. N 817) \| D 917 (ehem. N 817) \| \| \| ≈14,2 \| Bahnstrecke Sargé-sur-Braye–Vouvray nach Vouvray \| Bahnstrecke Sargé-sur-Braye–Vouvray nach Vouvray \| \| \| 15,4 \| Loir \| Loir \| \| \| 17,7 \| Saint-Rimay \| 77 m \| \| \| 17,7 \| Tunnel de Saint-Rimay (509 m) und D 917 \| Tunnel de Saint-Rimay (509 m) und D 917 \| \| \| 21,7 \| Thoré-la-Rochette \| 76 m \| \| \| ≈24,8 \| D 917 (ehem. N 817) \| D 917 (ehem. N 817) \| \| \| 25,7 \| LGV Atlantique Bordeaux-S-Jean–Paris-Montp. \| LGV Atlantique Bordeaux-S-Jean–Paris-Montp. \| \| \| \| Bahnstrecke Brétigny–La Membrolle-sur-Choisille v. La Membr. \| \| \| \| 27,3 \| Mondétour (Keilbahnhof) \| 103 m \| \| \| ≈30,5 \| D 917 (ehem. N 817) \| D 917 (ehem. N 817) \| \| \| 30,6 \| Loir (82 m) \| Loir (82 m) \| \| \| ≈30,7 \| D 957 (ehem. N 157) \| D 957 (ehem. N 157) \| \| \| \| TLC von Mondoubleau u. Droué \| \| \| \| 32,2 \| Vendôme \| 83 m \| \| \| ≈32,5 \| N 10 (ehem. BUE auf BK 32,4) \| N 10 (ehem. BUE auf BK 32,4) \| \| \| \| TLC nach Orléans über Oucques \| \| \| \| \| Bahnstrecke Brétigny–La Membrolle-sur-Choisille n. Brétigny \| \| \| \| 33,5 \| Loir (75 m) \| Loir (75 m) \| \| \| 39,4 \| Villetrun-Coulommiers \| 124 m \| \| \| ≈39,6 \| D 917 (ehem. N 817) \| D 917 (ehem. N 817) \| \| \| 44,8 \| Selommes \| 117 m \| \| \| 45,6 \| Streckenende \| Streckenende \| \| \| 46,8 \| Villemardy \| 126 m \| \| \| 50,7 \| Villefrancœur \| 116 m \| \| \| 50,9 \| Agri-Négoce Getreideverladung \| Agri-Négoce Getreideverladung \| \| \| 54,7 \| La Chapelle-Vendômoise \| 115 m \| \| \| 58,1 \| Cisse (48 m) \| Cisse (48 m) \| \| \| 60,3 \| Fossé-Marolles \| 114 m \| \| \| ≈63,3 \| A 10 \| A 10 \| \| \| \| TLC nach Oucques \| \| \| \| 65,6 \| Bahnstrecke Villefranche-sur-Cher–Blois n. Villefranche \| Bahnstrecke Villefranche-sur-Cher–Blois n. Villefranche \| \| \| ≈65,8 \| Av. de Vendôme (ehem. N 157) \| Av. de Vendôme (ehem. N 157) \| \| \| 65,9 178,5 \| Bahnstrecke Paris–Bordeaux von Paris-Austerlitz \| Bahnstrecke Paris–Bordeaux von Paris-Austerlitz \| \| \| 179,8 \| Blois \| 100 m \| \| \| \| TLC n. Châteaurenault u. Neung, TELC (elektr.) n. Selles-s-C. \| \| \| \| \| Bahnstrecke Paris–Bordeaux nach Bordeaux \| \| |                      |                                                               |                                                               |
| |                      | Bahnstrecke Chartres–Bordeaux von Bordeaux                    |                                                               |
| Bahnhof | 192,4 0,0            | Pont-de-Braye                                                 | 63 m                                                          |
| Abzweig ehemals geradeaus und nach links |                      | Bahnstrecke Chartres–Bordeaux nach Chartres                   | Bahnstrecke Chartres–Bordeaux nach Chartres                   |
| Brücke über Wasserlauf (Strecke außer Betrieb) | 0,5                  | Braye (2×)                                                    | Braye (2×)                                                    |
| Grenze (Strecke außer Betrieb) | ≈0,6                 | Département Sarthe / Loir-et-Cher                             | Département Sarthe / Loir-et-Cher                             |
| Brücke über Wasserlauf (Strecke außer Betrieb) | 0,8                  | Bréon                                                         | Bréon                                                         |
| Haltepunkt / Haltestelle (Strecke außer Betrieb) | 2,4                  | Sougé-sur-Braye                                               | 62 m                                                          |
| Bahnübergang (Strecke außer Betrieb) | ≈8,0                 | D 917 (ehem. N 817)                                           | D 917 (ehem. N 817)                                           |
| ehemaliger Kopfbahnhof Strecke bis hier außer Betrieb | 8,2                  | Trôo                                                          | 66 m                                                          |
| Abzweig geradeaus und ehemals von links | ≈12,8                | Bahnstrecke Sargé-sur-Braye–Vouvray von Sargé-sur-Braye       | Bahnstrecke Sargé-sur-Braye–Vouvray von Sargé-sur-Braye       |
| Dienststation / Betriebs- oder Güterbahnhof | 13,8                 | Montoire-sur-le-Loir                                          | 70 m                                                          |
| Bahnübergang | ≈14,2                | D 917 (ehem. N 817)                                           | D 917 (ehem. N 817)                                           |
| Abzweig geradeaus und ehemals nach rechts | ≈14,2                | Bahnstrecke Sargé-sur-Braye–Vouvray nach Vouvray              | Bahnstrecke Sargé-sur-Braye–Vouvray nach Vouvray              |
| Brücke über Wasserlauf | 15,4                 | Loir                                                          | Loir                                                          |
| ehemaliger Haltepunkt / Haltestelle | 17,7                 | Saint-Rimay                                                   | 77 m                                                          |
| Tunnel | 17,7                 | Tunnel de Saint-Rimay (509 m) und D 917                       | Tunnel de Saint-Rimay (509 m) und D 917                       |
| ehemaliger Bahnhof | 21,7                 | Thoré-la-Rochette                                             | 76 m                                                          |
| Bahnübergang | ≈24,8                | D 917 (ehem. N 817)                                           | D 917 (ehem. N 817)                                           |
| Kreuzung geradeaus oben | 25,7                 | LGV Atlantique Bordeaux-S-Jean–Paris-Montp.                   | LGV Atlantique Bordeaux-S-Jean–Paris-Montp.                   |
| Abzweig geradeaus und von rechts |                      | Bahnstrecke Brétigny–La Membrolle-sur-Choisille v. La Membr.  | Bahnstrecke Brétigny–La Membrolle-sur-Choisille v. La Membr.  |
| ehemaliger Haltepunkt / Haltestelle | 27,3                 | Mondétour (Keilbahnhof)                                       | 103 m                                                         |
| Brücke | ≈30,5                | D 917 (ehem. N 817)                                           | D 917 (ehem. N 817)                                           |
| Brücke über Wasserlauf | 30,6                 | Loir (82 m)                                                   | Loir (82 m)                                                   |
| Brücke | ≈30,7                | D 957 (ehem. N 157)                                           | D 957 (ehem. N 157)                                           |
| Strecke · U-Bahn-Strecke von links (außer Betrieb) |                      | TLC von Mondoubleau u. Droué                                  | TLC von Mondoubleau u. Droué                                  |
| Bahnhof · U-Bahn-Bahnhof | 32,2                 | Vendôme                                                       | 83 m                                                          |
| Strecke mit Straßenbrücke · U-Bahn-Strecke | ≈32,5                | N 10 (ehem. BUE auf BK 32,4)                                  | N 10 (ehem. BUE auf BK 32,4)                                  |
| Strecke · U-Bahn-Strecke nach links (außer Betrieb) |                      | TLC nach Orléans über Oucques                                 | TLC nach Orléans über Oucques                                 |
| Abzweig geradeaus und nach links |                      | Bahnstrecke Brétigny–La Membrolle-sur-Choisille n. Brétigny   | Bahnstrecke Brétigny–La Membrolle-sur-Choisille n. Brétigny   |
| Brücke über Wasserlauf | 33,5                 | Loir (75 m)                                                   | Loir (75 m)                                                   |
| ehemaliger Bahnhof | 39,4                 | Villetrun-Coulommiers                                         | 124 m                                                         |
| Bahnübergang | ≈39,6                | D 917 (ehem. N 817)                                           | D 917 (ehem. N 817)                                           |
| Dienststation / Betriebs- oder Güterbahnhof | 44,8                 | Selommes                                                      | 117 m                                                         |
| | 45,6                 | Streckenende                                                  | Streckenende                                                  |
| Haltepunkt / Haltestelle (Strecke außer Betrieb) | 46,8                 | Villemardy                                                    | 126 m                                                         |
| Bahnhof (Strecke außer Betrieb) | 50,7                 | Villefrancœur                                                 | 116 m                                                         |
| Betriebsstelle Strecke bis hier außer Betrieb | 50,9                 | Agri-Négoce Getreideverladung                                 | Agri-Négoce Getreideverladung                                 |
| ehemaliger Haltepunkt / Haltestelle | 54,7                 | La Chapelle-Vendômoise                                        | 115 m                                                         |
| Brücke über Wasserlauf | 58,1                 | Cisse (48 m)                                                  | Cisse (48 m)                                                  |
| ehemaliger Bahnhof | 60,3                 | Fossé-Marolles                                                | 114 m                                                         |
| Brücke | ≈63,3                | A 10                                                          | A 10                                                          |
| U-Bahn-Strecke von links (außer Betrieb) · Kreuzung · U-Bahn-Abzweig quer und von links (Strecke außer Betrieb) |                      | TLC nach Oucques                                              | TLC nach Oucques                                              |
| Abzweig geradeaus und von links | 65,6                 | Bahnstrecke Villefranche-sur-Cher–Blois n. Villefranche       | Bahnstrecke Villefranche-sur-Cher–Blois n. Villefranche       |
| Strecke mit Straßenbrücke | ≈65,8                | Av. de Vendôme (ehem. N 157)                                  | Av. de Vendôme (ehem. N 157)                                  |
| Abzweig geradeaus und von links | 65,9 178,5           | Bahnstrecke Paris–Bordeaux von Paris-Austerlitz               | Bahnstrecke Paris–Bordeaux von Paris-Austerlitz               |
| Bahnhof · U-Bahn-Bahnhof | 179,8                | Blois                                                         | 100 m                                                         |
| U-Bahn-Abzweig quer und nach links (Strecke außer Betrieb) · Kreuzung · U-Bahn-Abzweig nach links und nach rechts (Strecke außer Betrieb) |                      | TLC n. Châteaurenault u. Neung, TELC (elektr.) n. Selles-s-C. | TLC n. Châteaurenault u. Neung, TELC (elektr.) n. Selles-s-C. |
| |                      | Bahnstrecke Paris–Bordeaux nach Bordeaux                      |                                                               |

Die Bahnstrecke Pont-de-Braye–Blois ist eine 67,2 km lange, eingleisige regionale Nebenbahnstrecke, hauptsächlich im französischen Département Loir-et-Cher. Die Strecke beginnt in Pont-de-Braye in der Gemeinde Lavenay im Département Sarthe, wo sie von der Bahnstrecke Chartres–Bordeaux abzweigt. Schon nach 600 Metern erreicht sie die Grenze zum Nachbardépartement.

## Geschichte
Bereits am 21. April 1872 erteilte die Départementsverwaltung Sarthe der Compagnie du chemin de fer de Paris à Orléans (P.O.) die Konzession zum Bau und Betrieb einer Strecke über Vendôme nach Blois. Zwei Jahre später wurde auf ihr auch Personenverkehr zugelassen, am 28. Dezember 1880 durch Gesetz bestätigt.
Im Département Loir-et-Cher erfolgte die Gemeinnützigkeitserklärung am 31. Dezember 1875 und die Bauarbeiten durften nach Beschluss am 14. Juni 1878 für den Abschnitt Vendôme nach Blois und am 31. Juli 1879 für den Teil zwischen Vendôme und der Départementsgrenze bei Pont-de-Braye beginnen.
Der Bau war auf zwei parallel verlaufende Gleise ausgelegt, was noch an verschiedenen Brücken zu sehen ist, wurde aber nur mit einem Gleis ausgeführt und auch nie geändert. Er gestaltete sich als wenig aufwendig und konnte innerhalb kurzer Zeit abgeschlossen werden, sodass bereits am 20. November 1881 der Verkehr auf der gesamten Länge eröffnet werden konnte.

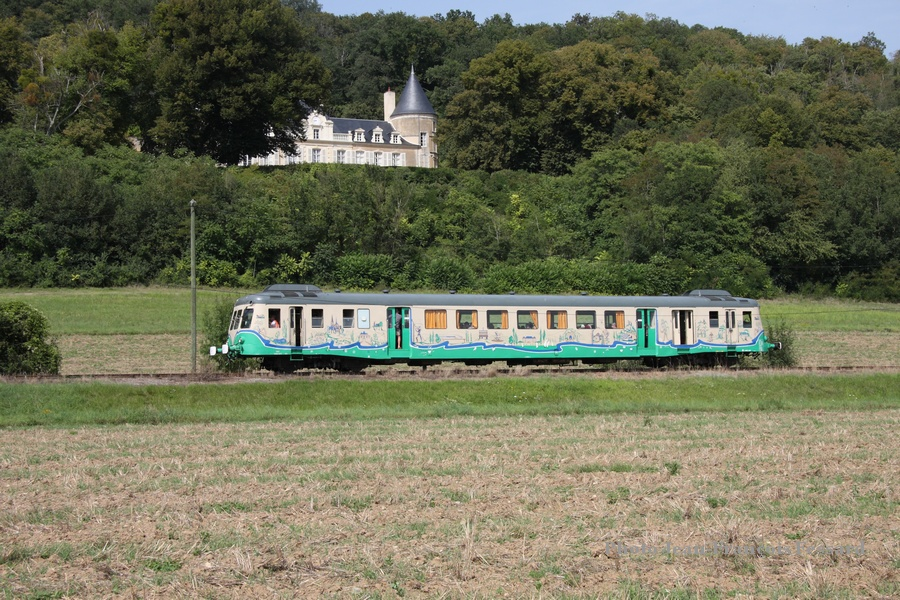
Touristikzug vor Château de Chalay, Spätsommer 2013

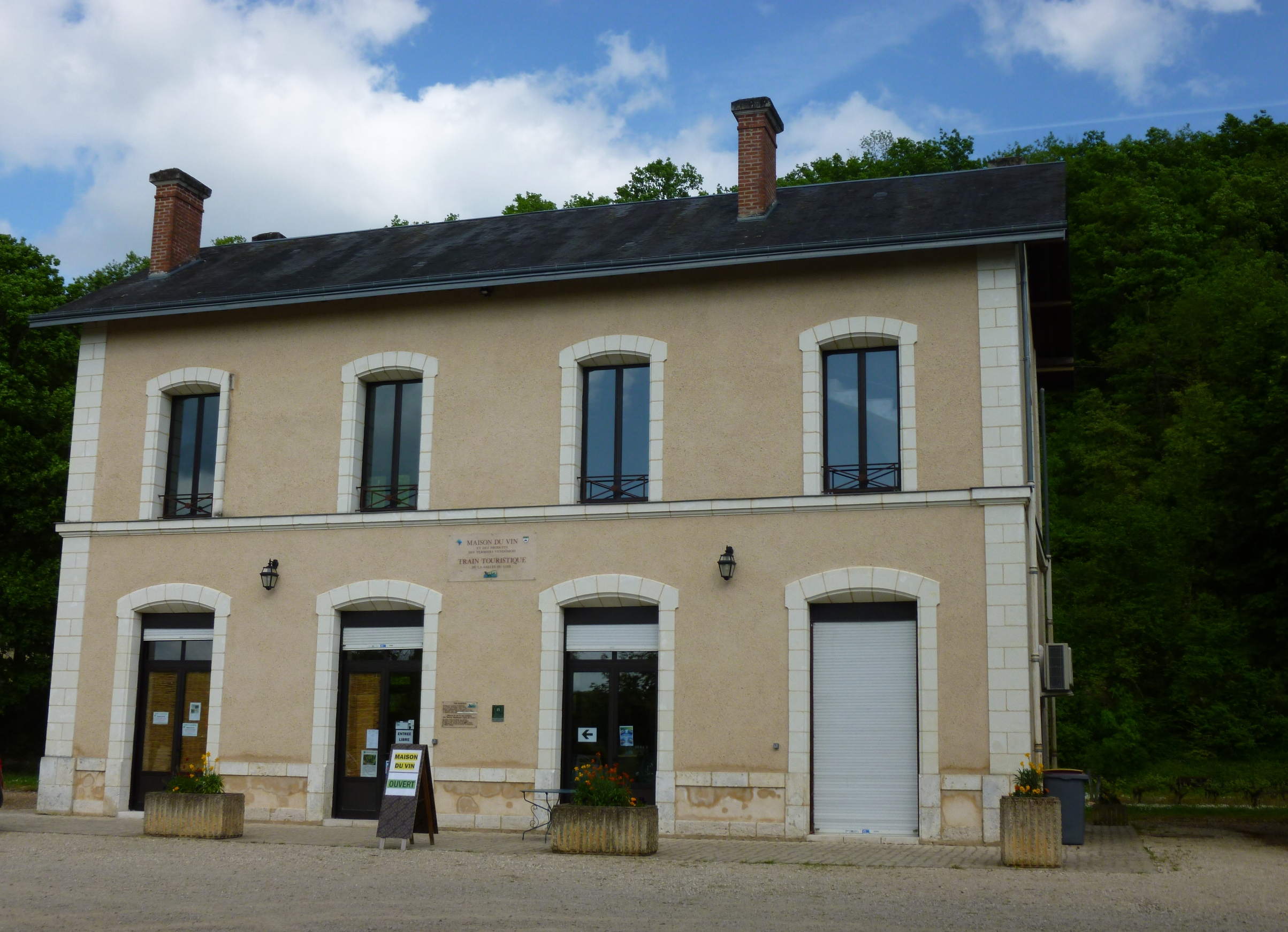
Bahnhofsgebäude von Thoré, Mai 2014

Zum 2. Oktober 1938, also nach Gründung der SNCF, wurde der 5,8 km lange Streckenabschnitt zwischen Villefrancœur und Selommes aufgegeben und abgebaut, weil er auch im Güterverkehr Verluste einbrachte. Die 1933 gegründete Fédération nationale des transporteurs routiers erreichte die Entwidmung der Strecke zum Nachteil der staatlichen Eisenbahngesellschaft. Initiant war der hier heimische Fuhrunternehmer und Lobbyist Georges Litalien (1896–1952), der 1951 Abgeordneter der Nationalversammlung für das Département Loir-et-Cher wurde. „In der Funktion [als Vorsitzender des nationalen Verbands der Straßentransportunternehmer] führte er ab 1949 einen erbitterten Kampf gegen die Kraftstoffsteuern, die die aufeinanderfolgenden Regierungen, denen es immer an Einnahmen mangelte, regelmäßig erhöhten.“ Auch der Abschnitt zwischen Pont-de-Braye und Trôo (BK 6,7) wurde aufgegeben, deklassiert und abgebaut.
Am 24. Oktober 1940 schrieb diese Strecke Weltgeschichte, als im Bahnhof von Montoire-sur-le-Loir zwischen dem stellvertretenden Ministerpräsidenten Pierre Laval und seinem ranghöchsten Kriegsherrn, Marschall Pétain, mit Hitler der Beginn der Kollaboration mit dem Vichy-Regime ausgehandelt wurde, der Frankreich opportunistische „Anpassung an Deutschland“ und das Ende der Kriegshandlungen versprach. Montoire liegt weniger als 100 km nördlich der Demarkationslinie zu dem unbesetzten Teil Frankreichs. Nur vier Kilometer davon entfernt wird der einzige Tunnel dieser Strecke, der Tunnel de Saint-Rimay, auch als Wolfsschlucht III bezeichnet, weil er für Hitler als Führerhauptquartier hätte dienen sollen. Dieses mit Toren zu verschließende Bauwerk wurde nie fertiggestellt, jedoch wurden auf dem nahen Hügel noch zwei Blockhäuser und mehrere Luftabwehrbatterien errichtet.

## Touristikbahn

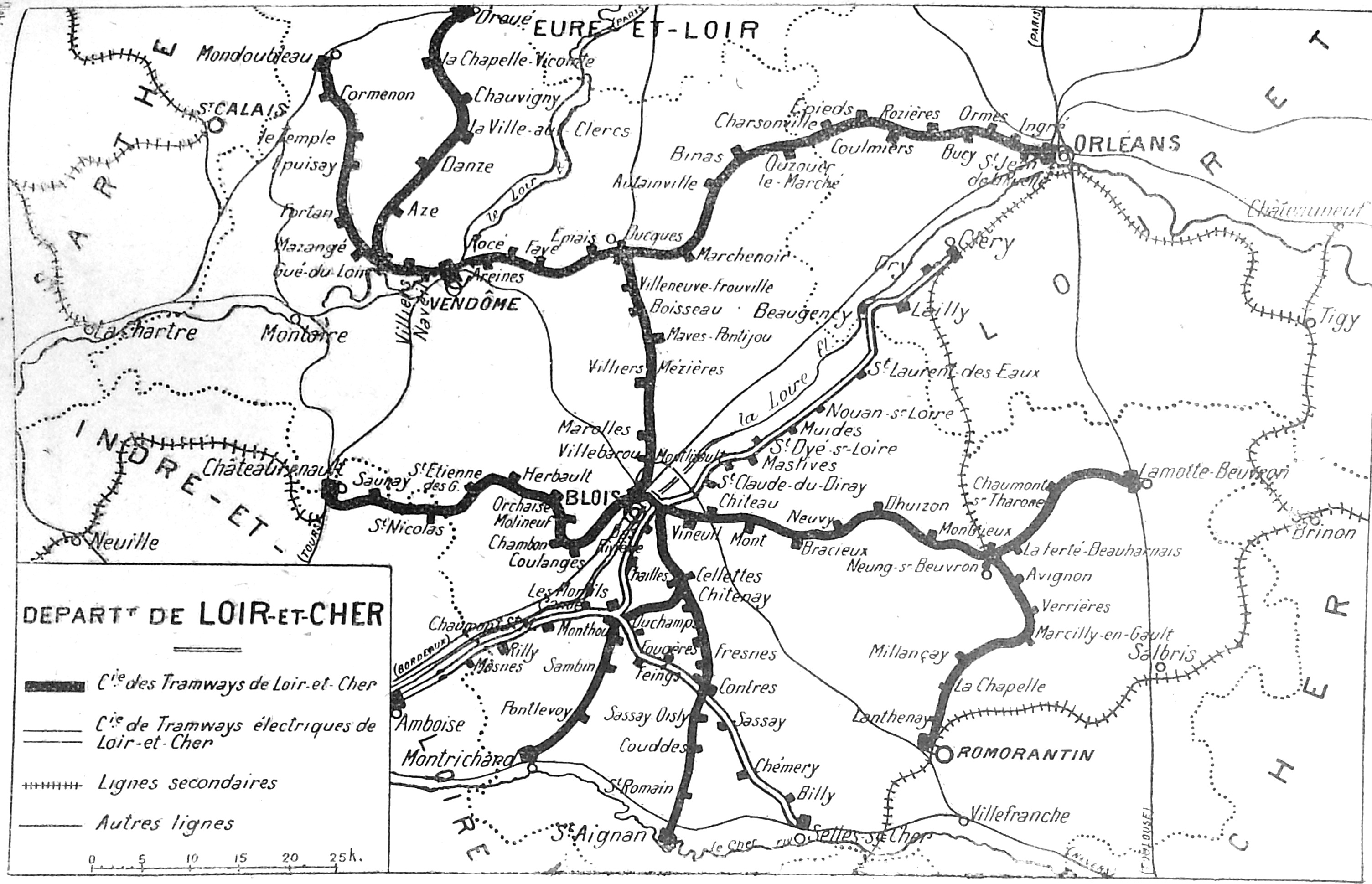
Sekundärbahnnetz von TLC und TELC – als dünne Linie eingezeichnet ist die Strecke Pont-de-Braye (östlich von La Chartre) über Montoire und Vendôme nach Blois (1928)

Auf einem etwa 20 km langen Streckenteil in der Höhe von Thoré-la-Rochette finden Fahrten mit einer Museumseisenbahn statt. Der Betrieb wird in privater Trägerschaft sichergestellt. Der Verein Train Touristique de la Vallée du Loir (TTVL) hat seine Basis in Trôo und verkehrt bis Thoré-la-Rochette, das durch seine menschengemachten Tuffsteinhöhlen bekannt und ein beliebter Touristenanziehungspunkt ist. Im Bahnhof von Thoré-la-Rochette erinnert ein kleines Museum an die örtlichen Ereignisse im Zweiten Weltkrieg. Die Güterhalle wird als Weinbaumuseum genutzt. Dem Verein gehören zwei Triebwagen X2100 (die 2140 und 2144), die früher in der Region der TER Bretagne fuhren und im Depot von Rennes stationiert waren. Jetzt sind sie im Bahnhof von Trôo abgestellt. Im Lokschuppen von Thoré-la-Rochette befindet sich die technische Basis, in der auch Reparaturen durchgeführt werden.

## Sekundärbahnen
In Blois bestand ein ausgedehntes Netz von Sekundärbahnen in Meterspur. Von Orléans aus wurden die elektrischen Tramways électriques de Loir-et-Cher (TELC) bedient, die weiter bis Amboise im Westen und Selles-sur-Cher im Süden fuhren. In Blois war der Knotenpunkt verschiedener dampfbetriebener Strecken der Compagnie des tramways de Loir-et-Cher (TLC), die sternförmig Blois verließen. Nachfolgend die wichtigsten Daten dazu:
| Strecke                       | Strecke                            | Gesellschaft | Länge      | Eröffnung  | Schließung | Bemerkung                                         |
| ----------------------------- | ---------------------------------- | ------------ | ---------- | ---------- | ---------- | ------------------------------------------------- |
| Blois–Lamotte-Beuvron         | Blois–Lamotte-Beuvron              | TLC          | 61,1       | 24.03.1905 | 15.03.1933 | : S. 3                                            |
|                               | Abzw. Neung-sur-Beuvron–Romorantin | TLC          | 29,9       | 24.03.1905 | 15.03.1933 | : S. 3                                            |
| Blois–Oucques                 | Blois–Oucques                      | TLC          | 26,3       | 01.01.1888 | 15.03.1933 | : S. 3                                            |
|                               | Anschl. zu Orléans–Vendôme         | TLC          | 74,0       | 15.08.1900 | 15.09.1934 | in Vendòme weiter bis Droué und Mondoubleau: S. 4 |
| Anschl. zu Oucques–Châteaudun | TELC                               | 32,3         | 01.05.1921 | 01.01.1934 | : S. 7     |                                                   |
| Blois–Châteaurenault          | Blois–Châteaurenault               | TLC          | 41,0       | 24.03.1905 | 15.03.1933 | : S. 5                                            |
| Blois–Montrichard             | Blois–Montrichard                  | TLC          | 39,6       | 24.03.1905 | 15.03.1933 | : S. 5                                            |
| Blois–St-Aignan-Noyers        | Blois–St-Aignan-Noyers             | TLC          | 38,0       | 24.03.1905 | 15.03.1933 | : S. 5–6                                          |
| Blois–Amboise                 | Blois–Amboise                      | TELC         | 39,7       | 15.10.1913 | 01.01.1934 | : S. 6                                            |
|                               | Abzw. Les Montils–Selles-sur-Cher  | TELC         | 35,1       | 01.06.1919 | 01.01.1934 | : S. 6                                            |
| Blois–Cléry                   | Blois–Cléry                        | TELC         | 46,5       | 21.11.1913 | 01.01.1933 | in Cléry weiter mit CL nach Orléans: S. 6–7       |